# Cristián Monckeberg
 Cristián Monckeberg Bruner (Santiago, 12 de mayo de 1968) es un abogado y político chileno de ascendencia alemana, militante de Renovación Nacional (RN), partido del cual ejerció como presidente entre 2014 y 2018. Desde julio de 2021 se desempeñó como miembro de la Convención Constitucional en representación del distrito n° 10 de la región Metropolitana de Santiago.hasta su disolución. 
Entre marzo de 2018 y junio de 2020 ejerció como ministro de Vivienda y Urbanismo, siendo en ese último mes cuando fue nombrado como ministro de Desarrollo Social y Familia, cargo que dejó el 28 de julio de 2020 para asumir como ministro Secretario General de la Presidencia hasta el 6 de enero de 2021, fungiendo dichas responsabilidades bajo el segundo gobierno del presidente Sebastián Piñera.
Anteriormente fue diputado de la República por las comunas de Las Condes, Lo Barnechea y Vitacura, durante tres periodos consecutivos, desde 2006 hasta 2018 y, concejal por la comuna santiaguina de Ñuñoa (periodo 1992-1996).

## Biografía

### Familia y estudios
Nació el 12 de mayo de 1968, en Santiago. Es el cuarto de cinco hijos del matrimonio formado por Paulina Bruner Varas y Jorge Monckeberg Barros, alcalde de la Municipalidad de Ñuñoa entre 1960 y 1970.
Es sobrino de Gustavo Monckeberg Barros, y de Alicia Monckeberg Barros, alcaldesa de Algarrobo (entre 1967 y 1992) y primo de Gerardo Monckeberg Balmaceda, concejal por la Municipalidad de Ñuñoa (periodo 2004-2008). Es además, tío del exdiputado y embajador de Chile en Argentina; Nicolás Monckeberg Díaz.
Estudió en el Colegio Tabancura en Santiago; posteriormente realizó sus estudios universitarios en la carrera de derecho ingresando a la Universidad Gabriela Mistral (UGM) donde obtuvo el grado de licenciado en ciencias jurídicas y sociales, con la tesis titulada: Sistemas de solución de controversias entre estados e inversionistas extranjeros: tratados sobre la materia suscritos. Se tituló de abogado el 6 de junio de 1994. En la Universidad de Navarra hizo un máster en derecho de empresas.

### Matrimonios e hijos
Estuvo casado con Consuelo Guzmán, con quien tuvo tres hijos: Camila, Jorge y Esteban. Desde el 12 de mayo de 2018, está casado en segundas nupcias con la política Paulina Núñez Urrutia.

### Vida laboral
En el ámbito profesional, se ha desarrollado principalmente en el área del derecho civil y comercial. Trabajó en el Banco Santander, y fue abogado particular en el estudio jurídico Monckeberg, Flores y Cia.
En 2000, creó la ONG (organización no gubernamental) y el sitio web denunciemos.cl, cuyo objetivo era que los ciudadanos pudieran denunciar aquellos actos que consideran injustos.

## Carrera política
En el ámbito político, en 1989 fue elegido presidente de la Juventud de Renovación Nacional (JRN) por Ñuñoa y Providencia. Al año siguiente, se hace cargo de la JRN en la Región Metropolitana.

### Concejal (1992-1996) y candidato a diputado
En las municipales de 1992 fue electo concejal por la Municipalidad de Ñuñoa para el período 1992-1996.
Para las parlamentarias de 2001 se presentó como candidato a diputado por el distrito N.° 21 (correspondiente a Nuñoa y Providencia), no resultando electo. En 2003 fue elegido secretario general de Renovación Nacional, formando parte de la directiva interina liderada por Sergio Díez. Más tarde asumiría como vicepresidente de la tienda.

### Diputado (2006-2018)
Para las elecciones parlamentarias celebradas en diciembre de 2005 fue elegido diputado por el distrito n.º 23 correspondiente a las comunas de Las Condes, Lo Barnechea y Vitacura, para el período 2006-2010. Integró las comisiones permanentes de Constitución, Legislación y Justicia; de Obras Públicas, Transportes y Telecomunicaciones; Seguridad Ciudadana y Drogas. Presidió la Comisión de Economía. También participó en la Comisión Investigadora del Plan Transantiago.
En diciembre de 2009, consiguió la reelección por el mismo distrito (período legislativo 2010-2014). En ese periodo fue presidente de la Comisión Permanente de Constitución, Legislación y Justicia. Integrante de las comisiones permanentes de Trabajo, y Seguridad Ciudadana y Drogas. También formó parte del Comité parlamentario de RN.
En las elecciones parlamentarias de noviembre de 2013, fue reelecto por última vez como diputado por el distrito N.º 23, por el periodo 2014-2018. Participó de las comisiones permanentes de Constitución, Legislación y Justicia; y de Trabajo y Seguridad Social.
En mayo de 2014 fue elegido presidente de Renovación Nacional, reemplazando a Carlos Larraín. Consiguió la reelección al mando del partido en diciembre de 2016, imponiéndose con cerca del 80% a la lista rival de Álvaro Contreras.
En septiembre de 2017 anunció que no repostularía a la Cámara de Diputados en las elecciones de ese año.

### Ministro en el segundo gobierno de Sebastián Piñera (2018-2021)

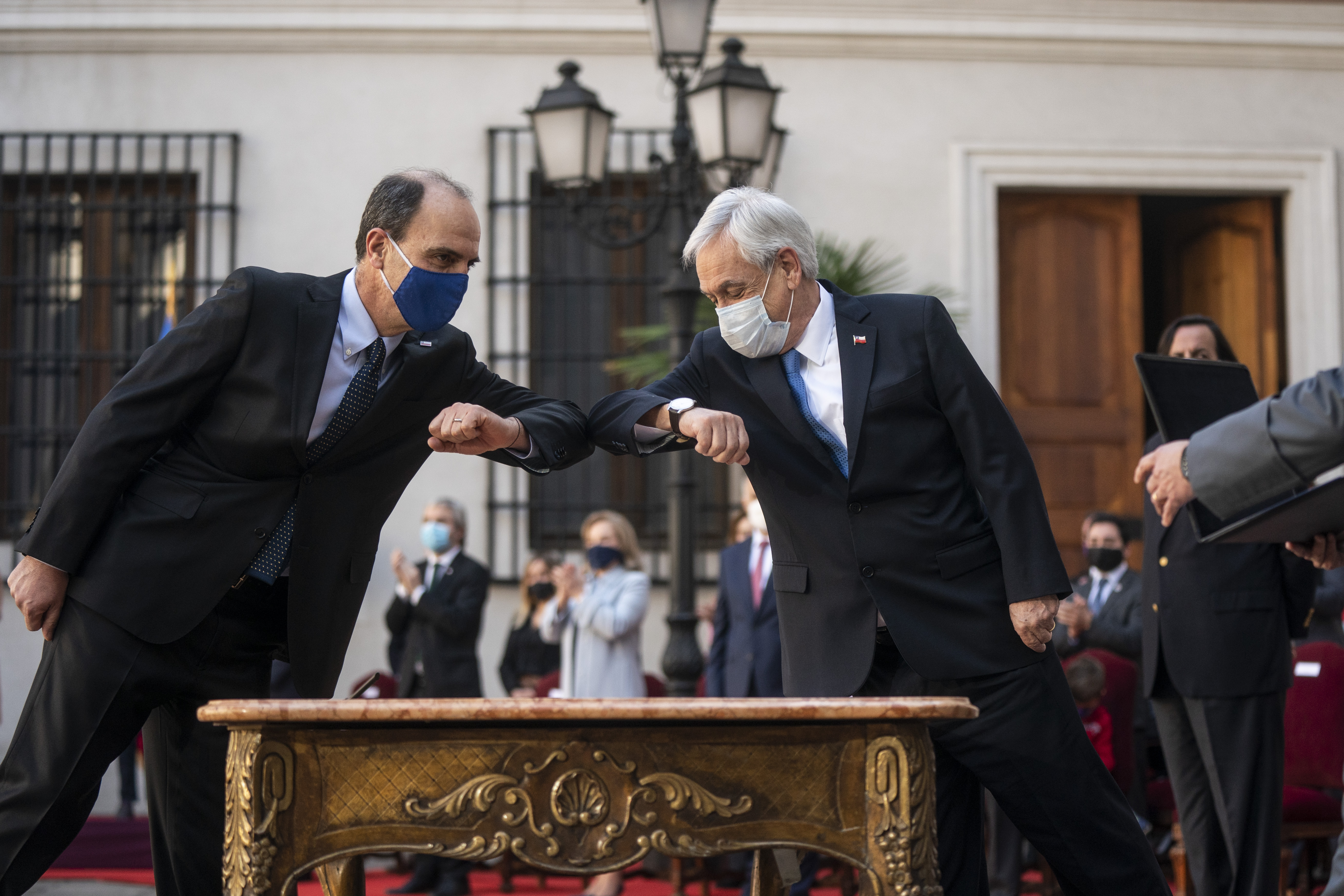
Nombramiento de Cristián Monckeberg como Ministro Secretario General de la Presidencia en julio de 2020.

El 23 de enero de 2018, Sebastián Piñera anunció el primer gabinete ministerial de su segundo gobierno, en una ceremonia en el Salón Plenario del exCongreso Nacional, donde se nombra a Cristián Monckeberg como ministro de Vivienda y Urbanismo, cargo que ejerció desde el 11 de marzo de 2018 hasta el 4 de junio de 2020.
El 4 de junio de 2020, Sebastián Piñera realizó un cambio de gabinete, provocando la salida de Cristián Monckeberg del Ministerio de Vivienda y Urbanismo (Minvu), y asumiendo como ministro del Ministerio de Desarrollo Social y Familia (MDSF).
El 28 de julio de 2020, luego del quinto cambio de gabinete de Piñera, fue designado como ministro Secretario General de la Presidencia, sucediendo a Claudio Alvarado. Renunció a dicho cargo el 6 de enero de 2021.

### Convencional Constituyente (2021-actualidad)
Postuló a un cupo como convencional constituyente por el distrito n° 10 de la región Metropolitana de Santiago en las elecciones de abril de ese año. En dichos comicios resultó electo, al obtener 18.533 votos correspondientes a un 4,36% del total de sufragios válidamente emitidos, asumiendo el 4 de julio de ese año. En el proceso de discusión de los Reglamentos de la Convención participó en la Comisión Provisoria de Comunicaciones, Información y Transparencia. Posteriormente, se incorporó a la Comisión Temática sobre Sistema Político, Poder Legislativo y Sistema Electoral. Además, integra la Comisión de Participación Popular.

## Historial electoral

### Elecciones municipales de 1992
- Elecciones municipales de 1992, para la alcaldía de Ñuñoa [14]

(Se consideran sólo los 8 candidatos más votados, de un total de 27 candidatos)

### Elecciones parlamentarias de 2001
- Elecciones parlamentarias de 2001, candidato a diputado por el distrito 21 (Ñuñoa y Providencia), Región Metropolitana[15]

### Elecciones parlamentarias de 2005
- Elecciones parlamentarias de 2005, candidato a diputado por el distrito 23 (Las Condes, Vitacura y Lo Barnechea), Región Metropolitana[16]

### Elecciones parlamentarias de 2009
- Elecciones parlamentarias de 2009, candidato a diputado por el distrito 23 (Las Condes, Vitacura y Lo Barnechea), Región Metropolitana[17]

### Elecciones parlamentarias de 2013
- Elecciones parlamentarias de 2013, candidato a diputado por el distrito 23 (Las Condes, Vitacura y Lo Barnechea), Región Metropolitana[18]

### Elecciones de convencionales constituyentes de 2021
- Elecciones de convencionales constituyentes de 2021, para convencional constituyente por el distrito 10 (La Granja, Macul, Ñuñoa, Providencia, San Joaquín y Santiago)[19]